# 安澜纪要
《安澜纪要》是清代嘉庆年间，由时任江南河道副总河的徐端撰写的关于河渠治理的专著。
全书分上下两卷，卷上以记述河工治河时的各种注意事项为主，卷下的《河工律例成案图》，则用图绘的方式描述了河工应遵守的规章制度以及相应的惩罚措施。